# Iveco Group N.V.
Iveco Group N.V (EXM: IVG) es una empresa automotriz multinacional en el campo de vehículos comerciales y especiales, motores, grupos electrógenos y transmisiones y servicios financieros. La oficina está registrada en Ámsterdam, Países Bajos y la sede central está ubicada en Turín, Italia. La compañía cotiza dentro de la bolsa Euronext de Milán. Iveco Group emplea a más de 36.000 personas alrededor del mundo.La Junta Directiva está compuesta por ocho directores: dos Directores Ejecutivos y seis Directores no ejecutivos. La presidenta es Suzanne Heywood y el CEO es Olof Persson.

## Historia
Iveco Group se fundó el 1 de enero de 2022 a partir de un spin-off de CNH Industrial.El Grupo fue el último paso de un proceso que inició en 1975 con la creación de Iveco (Industrial Vehicles Corporation) con la fusión de 5 marcas de camiones: Fiat Veicoli Industriali, OM y Lancia Veicoli Speciali, Unic (Francia) y Magirus Deutz. (Alemania)
La empresa fue posteriormente incluida en la bolsa de valores y desde entonces figura en el índice principal de la Borsa Italiana, el FTSE MIB; el accionista más significativo con control de facto siguió siendo Exor, el holding cotizado de la familia Agnelli, el accionista histórico del Grupo Fiat.
El 3 de enero de 2025, la propiedad de Magirus fue transferida a Mutares.
El 30 de julio de 2025, se anunció que el grupo indio Tata planea adquirir el Grupo Iveco por 3.800 millones de euros. Tata lanzará una oferta pública de adquisición (OPA) a todos los accionistas con la intención de adquirir el Grupo Iveco por completo y excluirlo de la bolsa. El principal accionista, Exor, se ha comprometido a vender su participación actual del 27 % como parte de esta oferta. Ese mismo día, en una transacción independiente, la división militar, Iveco Defence Vehicles (IDV), fue vendida al grupo de defensa italiano Leonardo por 1.700 millones de euros.

## Marcas
Iveco Group preside siete marcas, activas en los sectores de vehículos comerciales y especiales, motores y servicios financieros.
- Iveco diseña, elabora y comercializa vehículos comerciales pesados, medianos y ligeros.[13]
- FPT Industrial se especializa en tecnologías de powertrain de vehículos on y off road, marítimos y generadores de energía.[14]
- Iveco Bus diseña y elabora buses urbanos e interurbanos, turísticos y minibuses.[15]
- Heuliez se especializa en buses para el transporte de pasajeros.[16]
- IDV es un proveedor especializado en equipos para defensa y protección civil.[17]
- ASTRA produce camiones de grandes dimensiones y de servicio pesado y vehículos de construcción.[18]
- Iveco Capital es la marca de servicios financieros del grupo.

## Zonas industriales y presencia global
Iveco Group tiene 20 plantas industriales: 16 en Europa, 2 en América del Sur y 2 en el resto del mundo. Tiene 31 centros de investigación y de desarrollo: 24 en Europa, 1 en Norteamérica, 4 en América del Sur y 2 en el resto del mundo.

## Proyectos y alianzas

### Hyundai Motor Company
En marzo de 2022, Iveco Group firmó un MOU (Memorando de Entendimiento) con Hyundai Motor Company para colaborar con el desarrollo de vehículos eléctricos comerciales para el mercado europeo. El mismo año, Iveco Group y Hyundai Motor Company presentaron un vehículo eléctrico de pila de combustible en IAA 2022 en Hannover y, en 2023, un nuevo bus urbano de hidrógeno en la feria comercial Busworld, celebrada en Bruselas.

### Nikola Iveco Group
En junio de 2023, Iveco Group anunció la adquisición de Nikola Iveco Europe, que ahora opera como EVCO Gmbh, que produce camiones pesados eléctricos y de pilas de combustible.